# Xenotrachea aurantiaca
Xenotrachea aurantiaca är en fjärilsart som beskrevs av George Francis Hampson 1894. Xenotrachea aurantiaca ingår i släktet Xenotrachea och familjen nattflyn. Inga underarter finns listade i Catalogue of Life.